# The Long Run
The Long Run – szósty album country rockowej grupy Eagles, wydany w 1979 roku. Płytę wydała wytwórnia płytowa Asylum Records pod numerem katalogowym 5E-508. Jest pierwszym albumem bez udziału jednego z założycieli grupy Randy Meisnera, którego miejsce zajął Timothy B. Schmit i zarazem ostatnim albumem studyjnym, w którym uczestniczył Don Felder. Ponadto jest pożegnalnym albumem studyjnym z wytwórnią Asylum. Na następny album studyjny zespołu trzeba było czekać aż do roku 2007, gdy wydano album Long Road Out of Eden.
W pierwotnym założeniu miał to być album dwupłytowy i początkowo ukazać się jeszcze w roku 1978. Materiał na płytę został jednak zredukowany do jednego krążka. Odrzucony materiał wykorzystano później w wydanej w roku 2000 czterodyskowej kompilacji Selected Works: 1972–1999 w postaci skleconego utworu „Long Run Leftovers” i nagrania „Born to Boogie”. Niektóre motywy z „Long Run Leftovers” zostały wskrzeszone przez Joe Walsha na „Rivers (of the Hidden Funk)” z płyty There Goes the Neightborhood z 1981 i na „Told You So” z płyty You Bought It, You Name It z 1983.
W czasie sesji nagraniowych albumu zespół nagrał singel bożonarodzeniowy wydany w listopadzie 1978 roku, który na stronie A zawiera cover nagrania Charlesa Browna „Please Come Home for Christmas”, natomiast na stronie B utwór oryginalnie zatytułowany przez Dona Henleya i Glena FReya „Funky New Year” mówiący o pułapkach czyhających podczas świętowania Nowego Roku.
Nagrywanie albumu trwało prawie dwa lata i okazał się on płytą bardziej ostrą brzmieniowo, dość mocno zbliżoną do hard rocka i znacznie różniącą się stylistycznie od brzmienia poprzedniego albumu Hotel California.
Z chwilą ukazania się albumu we wrześniu 1979 roku płyta zadebiutowała od razu na miejscu 2 listy Billboard’s Pop Albums, a po tygodniu usadowiła się na samym czele detronizując In Through the Out Door zespołu Led Zeppelin. Na pierwszym miejscu listy album pozostawał przez 9 tygodni i był ostatnią płytą na miejscu pierwszym w latach siedemdziesiątych. W samych tylko Stanach Zjednoczonych longplay The Long Run został sprzedany w ponad 7 milionach kopii. Zrzeszenie amerykańskich wydawców muzyki RIAA z początkiem 1980 roku certyfikowała album najpierw Złotą, a zaraz potem Platynową Płytą.
Z albumu pochodzą też trzy przeboje, które zawędrowały do Top 10 singli w USA: „Heartache Tonight” (#1), tytułowy „The Long Run” (#8) i ballada „I Can’t Tell You Why” (#8). Ponadto w roku 1980 za utwór „Heartache Tonight” zespół otrzymał nagrodę Grammy w kategorii Best Rock Performance by a Duo Or Group with Vocal jako pierwszy zwycięzca w tej kategorii.
Na płycie znajduje się również nagranie „In the City”, które wcześniej tego samego 1979 roku nagrał gitarzysta grupy Joe Walsh jako ścieżkę dźwiękową do filmu Wojownicy. W Europie na jednym singlu ukazały się nagrania „The Sad Café” (opowiadające o doświadczeniach zespołu z klubu nocnego „The Troubadur” w West Hollywood przy 9081 Santa Monica Boulevard) i „Those Shoes”, które często były emitowane na falach radiowych.
Album kontynuuje tradycję umieszczania wyrytego żartu na rowku wewnętrznego końca każdej strony winyla (w tłoczeniach amerykańskich) zapoczątkowaną na albumie One of These Nights. Tym razem hasło brzmi:
1. Side one: „Never let your monster lay down--
2. Side two: „–From the Polack who sailed north"

## Lista utworów
| A1. | „The Long Run”                                                         | 3.42  |
|     | (Don Henley, Glenn Frey) śpiew – Don Henley                            |       |
| A2. | „I Can’t Tell You Why”                                                 | 4.56  |
|     | (Timothy B. Schmit, Don Henley, Glenn Frey) śpiew – Timothy B. Schmit  |       |
| A3. | „In the City”                                                          | 3.46  |
|     | (Joe Walsh, Barry De Vorzon) śpiew – Joe Walsh                         |       |
| A4. | „The Disco Strangler”                                                  | 2.46  |
|     | (Don Felder, Don Henley, Glenn Frey) śpiew - Don Henley                |       |
| A5. | „King of Hollywood”                                                    | 6.28  |
|     | (Don Henley, Glenn Frey) śpiew - Don Henley i Glenn Frey               |       |
| B1. | „Heartache Tonight”                                                    | 4.26  |
|     | (Don Henley, Glenn Frey, Bob Seger, J.D. Souther) śpiew – Glenn Frey   |       |
| B2. | „Those Shoes”                                                          | 4.56  |
|     | (Don Felder, Don Henley, Glenn Frey) śpiew – Don Henley                |       |
| B3. | „Teenage Jail”                                                         | 3.44  |
|     | (Don Henley, Glenn Frey, J.D. Souther) śpiew – Glenn Frey i Don Henley |       |
| B4. | „The Greeks Don't Want No Freaks”                                      | 2.20  |
|     | (Don Henley, Glenn Frey) śpiew – Don Henley                            |       |
| B5. | „The Sad Café”                                                         | 5.35  |
|     | (Don Henley, Glenn Frey, Joe Walsh, J.D. Souther) śpiew – Don Henley   |       |
|     |                                                                        | 42:39 |
|     |                                                                        |       |

## Zespół
- Glenn Frey – śpiew, gitara elektryczna, instrumenty klawiszowe, syntezator
- Don Henley – śpiew, perkusja, instrumenty perkusyjne
- Don Felder – śpiew, gitara elektryczna, gitara akustyczna, gitara sidle, organy
- Joe Walsh – śpiew, gitara elektryczna, gitara sidle, instrumenty klawiszowe
- Timothy B. Schmit – śpiew, gitara basowa

## Muzycy gościnnie
- Jimmy Buffett – śpiew, chórki
- David Sanborn – saksofon altowy
- Bob Seger – chórki na „Heartache Tonight” (nie zapisane na wkładce)
- The Monstertones – chórki

## Personel produkcji
- Bill Szymczyk – producent, inżynier dźwięku
- Ed Marshal – inżynier dźwięku
- David Crowther – asystent inżyniera dźwięku
- Mark Curry – asystent inżyniera dźwięku
- Bob Stringer – asystent inżyniera dźwięku
- Bob Winder – asystent inżyniera dźwięku
- Ted Jensen – mastering i remastering
- Kosh – kierownictwo artystyczne, design
- Jim Shea – fotografie

## Najwyższe notowania na listach albumów
| Lista 1979                           | Pozycja |
| ------------------------------------ | ------- |
| Lista amerykańska Billboard 200      | 1       |
| Lista australijska                   | 1       |
| Lista brytyjska UK Albums Chart      | 4       |
| Lista francuska                      | 2       |
| Lista holenderska                    | 3       |
| Lista kanadyjska                     | 4       |
| Lista niemiecka Media Control Charts | 20      |
| Lista norweska                       | 5       |
| Lista nowozelandzka                  | 2       |
| Lista szwedzka                       | 1       |

## Najwyższe notowania na listach singli
| Rok  | Singel                 | Notowania                              | Poz. |
| ---- | ---------------------- | -------------------------------------- | ---- |
| 1979 | „Heartache Tonight”    | Lista amerykańska US Billboard Hot 100 | 1    |
| 1979 | „Heartache Tonight”    | Lista brytyjska UK Top 40              | 40   |
| 1979 | „Heartache Tonight”    | Lista belgijska                        | 22   |
| 1979 | „Heartache Tonight”    | Lista holenderska                      | 20   |
| 1979 | „Heartache Tonight”    | Lista nowozelandzka                    | 7    |
| 1979 | „Heartache Tonight”    | Lista szwajcarska                      | 10   |
| 1980 | „The Long Run”         | Lista amerykańska US Billboard Hot 100 | 8    |
| 1980 | „The Long Run”         | Lista brytyjska UK Top 40              | 66   |
| 1980 | „The Long Run”         | Lista nowozelandzka                    | 30   |
| 1980 | „I Can’t Tell You Why” | Lista amerykańska US Billboard Hot 100 | 8    |
| 1980 | „I Can’t Tell You Why” | Lista amerykańska Adult Contemporary   | 3    |
| 1980 | „I Can’t Tell You Why” | Lista holenderska                      | 49   |
| 1980 | „I Can’t Tell You Why” | Lista nowozelandzka                    | 11   |

## Certyfikaty
| Kraj                  | Certyfikacja        | Sprzedaż  |
| --------------------- | ------------------- | --------- |
| Francja (SNEP)        | 2 x złota płyta     | 200 000   |
| Hongkong (IFPI-HK)    | 1 x złota płyta     |           |
| USA (RIAA)            | 7 x platynowa płyta | 7 000 000 |
| Wielka Brytania (BPI) | 1 x złota płyta     | 100 000   |

## Nagrody
Nagroda Grammy
| Rok  | Zwycięzca           | Kategoria                                          |
| ---- | ------------------- | -------------------------------------------------- |
| 1980 | „Heartache Tonight” | Best Rock Performance By A Duo Or Group With Vocal |